# Połtawka (obwód kirowohradzki)
Połtawka (ukr. Полтавка) – wieś na Ukrainie, w obwodzie kirowohradzkim, w rejonie kropywnyckim, w hromadzie Kompanijiwka. W 2024 liczyła 482 mieszkańców.